# Ruskie Pole
Ruskie Pole (niem. Reuschenfeld) – dawna wieś w Polsce, obecnie niestandaryzowany przysiółek wsi Rudziszki w województwie warmińsko-mazurskim, w powiecie węgorzewskim, w gminie Węgorzewo.
Leży przy samej granicy z Rosją (obwód królewiecki).
W latach 1975–1998 miejscowość administracyjnie należała do województwa suwalskiego.

## Historia
Istnieje tylko kilka dokumentów dotyczących historii Reuschenfelda. Wieś została założona około 1440/1450 za wielkiego mistrza Konrada von Erlichshausena. W 1910 roku w Reuschenfeld mieszkało 320 osób. Ich liczba wzrosła do 677 do 1939 roku. Do 1945 roku gmina jednostkowa Reuschenfeld, wraz z dwiema wsiami Wilhelmssorge (później ros. Garschino, obecnie nie istnieje) i Gut Waldhof (dziś pol. Pasternak) należała do powiatu Gerdauen w rejencji królewieckiej w pruskiej prowincji Prusy Wschodnie. 20 stycznia 1945 większość mieszkańców Reuschenfeld uciekła z miasta. Wiosną 1945 mieszkało tu jeszcze 110 osób, które zostały czasowo wysiedlone.
Po II wojnie światowej Ruskie Pole zostało siedzibą istniejącej przejściowo zbiorowej gminy Ruskie Pole na terenie tzw. Ziem Odzyskanych, na obszarze przeciętego granicą państwową powiatu gierdawskiego. Prawie cała gmina Ruskie Pole (oprócz Ruskiego Pola) znalazła się po stronie radzieckiej, przez co przypadły Polsce skrawek gminy Ruskie Pole wszedł w skład gminy Olszewo w powiecie węgorzewskim.